# Hrachor černý

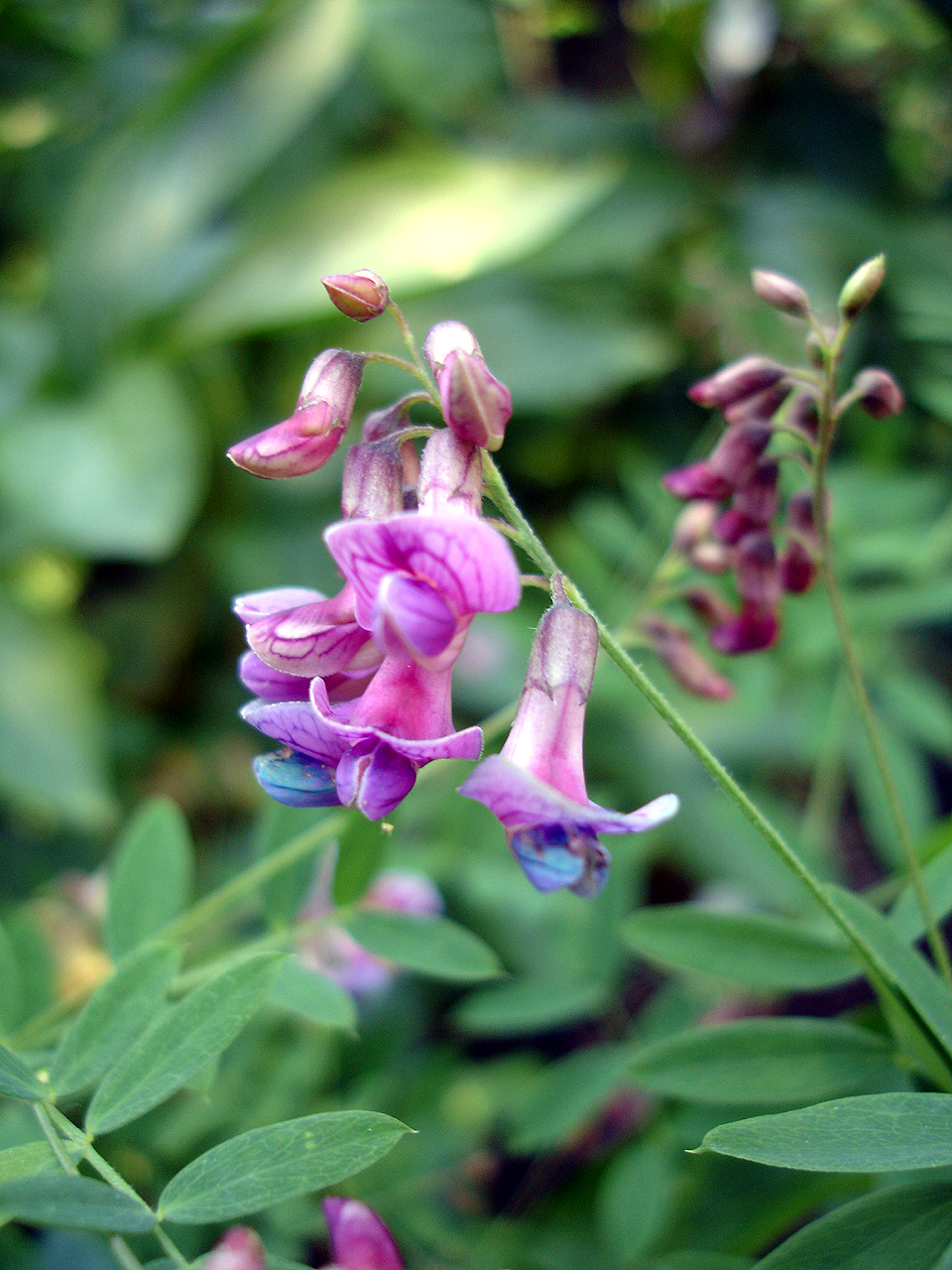
Květenství hrachoru černého

Hrachor černý (Lathyrus niger) je vytrvalá bylina vysoká půl až jeden metr, která v letních měsících rozkvétá červenými či fialovými nicími květy a v době usychání celá rostlina ztmavne, téměř zčerná. Od této vlastnosti se odvozuje i její jméno „hrachor černý“.

## Rozšíření
Areál rostliny je rozložen téměř po celé Evropě a částečně zasahuje i na Blízký východ a do severní Afriky. V Evropě, kde je bylina nejvíce rozšířena, je její oblast výskytu ze severu ohraničená přibližně středem Skandinávského poloostrova a Finska, na východě roste ve středním Rusku po Ural a po severní Kavkaz. Na jihozápadě Asie se vyskytuje v Libanonu, Sýrii a Turecku, v severní Africe pak v Maroku, Alžírsku a Tunisku.
V České republice roste hlavně v termofytiku, kde je místy až hojná, v oblastech mezofytika se vyskytuje pouze roztroušeně. Ve vyšších a chladnějších polohách bývá vzácná nebo zcela chybí, zejména v severních, západních a jižních Čechách a na severní Moravě.

## Ekologie
Vytrvalá rostlina přežívající zimu v podobě podzemního oddenku, ze kterého na jaře vyrůstá nová lodyha. Za příznivějších klimatických podmínek mohou zimu přežít i pupeny na bázi lodyhy, hlavně pokud byly kryté zbytky biomasy z předešlé vegetační sezóny. Roste nejčastěji v půdě hlinité až jílovité a hojně zásobené humusem, nejčastěji na stanovištích po okrajích světlých lesů nebo v křovinatých stráních, která se nacházejí na slunném, teplém a suchém místě.
Žije v symbióze s kořenovými bakteriemi rodu Rhizobium obohacující půdu o vzdušný dusík. Samotná bylina je poměrně proměnlivá, hlavně ve velikosti a tvaru lístků i v barvě květů. Kvete v červnu a červenci. Ploidie druhu 2n = 14, stupeň ploidie x = 2.

## Popis
Trvalka s dlouhými, hluboko sahajícími kořeny s krátkými, silnými a částečně dřevnatějícími oddenky. Z oddenků vyrůstají přímé, čtyřhranné, zřetelně rýhované, větvené lodyhy vysoké 40 až 100 cm, které jsou běžně zelené a za sucha černají. Lodyhy jsou poměrně pevné, rostliny nemají úponky pro přidržení se okolního porostu. Střídavě vyrůstající sudozpeřené listy mívají čtyři až osm párů krátce řapíčkatých lístků. Vstřícně rostoucí lístky bývají vejčité až podlouhlé, dlouhé 25 až 35 mm a široké 5 až 15 mm, na bázi jsou náhle zúžené, na vrcholu tupé až ostře špičaté, na lícní straně jsou zelené a na rubové nasivělé, mají patrnou zpeřenou žilnatinu a za sucha (ostatně jako celá rostlina) černají. Palisty bývají střelovité až čárkovité, 5 až 10 mm dlouhé, 2 mm široké a na konci špičaté. Ode všech ostatních hrachorů se hrachor černý odlišuje listovými vřeteny zakončenými asi 3 mm dlouhým hrotem.
Květenství, chudý hrozen o třech až deseti nicích květech, vyrůstá na 5 až 10 cm dlouhé stopce z paždí listenů, které svou délkou přesahuje. Květy jsou zprvu červenofialové, po odkvětu již špinavě modré a za sucha černají. V souměrném, oboupohlavném květu je pět srostlých kališních lístků a pět volných lístků korunních. Střední, největší korunní lístek vytváří pavézu, dva sousední tvoří křídla a zbylé dva člunek. Dvoubratrých tyčinek s prašníky je deset, devět je spolu srostlých a jediná je volná.
Květy jsou opylovány hmyzem, a jsou proto nápadně zbarvené kvůli jeho přilákání. Změnou barvy informují opylovače o přítomnosti nektaru. Počáteční výrazně červená se po opylení změní na fialovou až modrou a nakonec na tmavě šedou a černou. Opylovači nejlépe reagují na červenou barvu a sbírají nektar z nejčervenějších květů, opylené květy s barvou fialovou a modrou nektar již téměř nemají, proto o ně hmyz nejeví zájem. Změna barvy je výsledkem přeměny buněčné tekutiny, která přechází z kyselé na alkalickou.
Plod je podlouhlý, 4 až 6 cm velký lusk, který je ve zralosti tmavě hnědý až černý a lysý. Obsahuje pět až osm kulovitých či vejčitých, rezavě hnědých až olivově zelených semen. Obsahují neurotoxickou nebílkovinnou aminokyselinu způsobující po pravidelném požívání většího množství neurodegenerativní syndrom zvaný lathyrismus, projevující se až ochrnutím dolních končetin. Rostlina se na nová stanoviště rozšiřuje semeny, která ve vlhké půdě spolehlivě klíčí.

## Význam
Hrachor černý je rostlinou bez valného ekologického významu. Pokud roste na spásaných nebo sečených loukách, zvířata jej ráda konzumují; časté sešlapávání jej však decimuje. Pro býložravce je výživný a v malém množství neškodný, přesto je z pohledu zemědělců považován za nekulturní druh a nebývá pěstován.